# Vicoli
Vicoli é uma comuna italiana da região dos Abruzos, província de Pescara, com cerca de 445 habitantes. Estende-se por uma área de 9 km², tendo uma densidade populacional de 49 hab/km². Faz fronteira com Brittoli, Carpineto della Nora, Civitaquana, Civitella Casanova.

## Demografia
| Variação demográfica do município entre 1861 e 2011                               |
|                                                                                   |
| Fonte: Istituto Nazionale di Statistica (ISTAT) - Elaboração gráfica da Wikipedia |